# Tony Scaglione
Tony Scaglione originalmente ganhou notoriedade em meados da década de oitenta com a sua poderosa bateria no álbum de estréia da banda  Whiplash, "Power And Pain". Hoje, essa gravação é ainda considerado por muitos como uma das gravações essenciais do thrash metal de todos os tempos. Ao longo dos anos, Tony passou a tocar e gravar com alguns dos nomes mais populares na cena do metal e hardcore, ramificando-se em muitas outras áreas diversas.
Tony foi convidado a preencher a banda de thrash metal Slayer, em 1986, durante a turnê de Reign in Blood, quando Dave Lombardo deixou a banda pela primeira vez pois tinha decidido deixar a banda devido ao mal pagamento que recebia, disse ele. Logo depois, em 1987, a esposa de Lombardo o convenceu a voltar para a banda. Scaglione retomou seus trabalhos com o Whiplash até a sua dissolução em 1998 . Ele contribuiu apenas com a banda Slayer, não fazendo parte do Testament.

## Discografia
- Jackhammer - Lethal Injection demo 1983
- Jackhammer - Chainsaw Love demo 1984
- Whiplash - Fire Away demo 1984
- Whiplash - Thunderstruk demo 1984
- Whiplash - Looking Death in the Face demo 1984
- Whiplash - Untitled 3 track demo 1984
- Whiplash - Speed Metal Hell (New Renaissance Records) 1985
- Whiplash - Power and Pain (Roadrunner Records) 1986
- Whiplash - Speed Kills 2 (Music for Nations Records) 1986
- Deathrash - Faces of Death demo 1986
- Cerebral Hemmorhage - demo 1986
- Deathrash - Speed Metal Hell 2 (New Renaissance Records) 1986
- Zero Hour - demo 1987
- Raging Slab - Raging Slab (RCA Records) 1989
- Raging Slab - Bent For Silver single(RCA Records) 1989
- Raging Slab - Don’t Dog Me single(RCA Records) 1989
- Dear Nipper - with Raging Slab (RCA Records) 1990
- Heavy Metal Hits of the 80’s - with Raging Slab (Rhino Records) 1994
- Cause for Alarm - Beyond Birth And Death (Victory Records) 1995
- Cause for Alarm - Victory Style (Victory Records) 1995
- Plastic Bomb#13 - with Cause for Alarm (Cheap Thrills Records) 1995
- Whiplash - Trax East demo 1995
- Whiplash - Cult of One (Massacre Records) 1996
- Rock Hard Dynamite #18 - with Whiplash (Rock Hard Records) 1996
- Cause for Alarm - Cheaters and the Cheated (Victory Records) 1996
- Cause for Alarm - Area 51 (I Scream Records) 1996
- Cause for Alarm - Victory Style 2 (Victory Records) 1996
- Eoghtfold - Supernature demo 1997
- Cause for Alarm - Birth After Birth (Victory Records) 1997
- Back To Your Roots promo - with Cause for Alarm (Victory Records) 1997
- Cause for Alarm - Victory Style 3 (Victory Records) 1997
- Victory 1998 Summer Tour promo - with Cause for Alarm (Victory Records) 1998
- La Saga Du Metal 15 - with Raging Slab (Club Dial Records) 1997
- Whiplash - Thrashback (Massacre Records) 1998
- Pounding Power Vol. 5 - with Whiplash (Pounding Records)1998
- Smells Like Team Spirit Vol. 1 - with Whiplash (Displeased Records) 1998
- Heavy Metal Thunder Box Set - with Raging Slab (Rhino Records) 1999
- Cause for Alarm - Nothing Ever Dies 1982 – 1999 (Victory Records) 1999
- Smells Like Team Spirit Vol. 2 - with Whiplash (Displeased Records) 1999
- Cause for Alarm - Made in New York (Eternal Records) 2000
- S.O.D. Magazine sampler Vol. 3 - with Whiplash 2000
- Whiplash - Insult to Injury + Live at CBGB’s (Displeased Records) 2000
- Smells Like Team Spirit Vol. 3 - with Whiplash (Displeased Records) 2000
- Whiplash - Messages In Blood: The Early Years (Displeased Records) 2000
- Thrash or Be Thrashed (Blackfish Records) 2003, Authored liner notes for this release
- North Side Kings - This Thing Of Ours (Thorp Records) 2001
- Skratch: What’d You Expect For Free Vol. 13 - with North Side Kings (Skratch Records) 2001,
- Fighting Music Vol.1 - with North Side Kings (Thorp/Deathwish/Bridge 9 Records) 2001,
- Mantra - Waterfalls demo 2003
- 7 Licks - Lick One demo 2003,
- M.O.D. - Devolution (reissue) (Blackout Records) Enhanced CD with video 2004,
- M.O.D. - Dictated Aggression (reissue) - (Blackout Records) Enhanced CD with video 2004,
- Thrash 'Til Death - with Whiplash (AFM Records) 2009,
- Deathrash - Thrash Beyond Death (independent release) 2009